# تارجي باكن
تارجي باكن (بالنرويجية البوكمول: Valfar)‏ هو موسيقي ومغني نرويجي، ولد في 3 سبتمبر 1978 في Sogndal ‏ في النرويج، وتوفي بنفس المكان في 15 يناير 2004 بسبب انخفاض درجة الحرارة.